# InSight Crime
InSight Crime est une organisation à but non lucratif pour le journalisme d'investigation sur le crime organisé en Amérique latine et dans les Caraïbes.

## Historique
InSight Crime a été fondé par Jeremy McDermott et Steven Dudley en avril 2010 avec le soutien de la Fondation Ideas for Peace (FIP) à Bogota en Colombie et avec le soutien financier de l'Open Society Foundation. En août 2010, l'American University est devenue son sponsor. Selon les fondateurs, l'organisation a été fondée en vue de créer une plateforme en ligne qui "connecte les lieux, les acteurs et les organisations" impliquées dans la criminalité latino-américaine.
Insight Crime a lancé son site Web en décembre 2010 avec des informations sur le crime organisé, des profils d'organisations de trafic de drogue et des personnalités criminelles de Colombie et du Mexique. Le site a été élargi pour inclure des informations sur le Brésil, le Salvador, le Guatemala, le Nicaragua, le Pérou, l'Uruguay et le Venezuela. L'organisation mène également des enquêtes à travers l'Amérique latine pour des organisations privées et gouvernementales.